# Francis Drake
Sir Francis Drake (asi 1540, Tavistock – 28. ledna 1596, Portobelo) byl anglický korzár, mořeplavec, viceadmirál, politik, obchodník s otroky a spolubudovatel alžbětinského věku. Proslavil se svými útoky na španělské lodě a přístavy. Největším vojenským úspěchem bylo odražení útoku španělské floty roku 1588. Svými odvážnými činy se stal pro Angličany legendárním hrdinou a pro Španěly nenáviděným „El Draque“.

## Životopis

### Mladý námořník
Narodil se v Tavistocku (Devon, Anglie) jako druhý z pěti synů. Byl synem Edmunda Drakea, což měl být podle jedné verze střihač ovcí s velmi špatnou pověstí, podle druhé verze to byl sedlák a vikář protestantského vyznání, který nenáviděl katolíky. Francisova matka Mary pocházela z rodu Mylwayů, což byli lidé živicí se zemědělstvím. Později se rodina kvůli katolické revoltě proti změnám krále Eduarda VI. musela přestěhovat do Plymouthu. Na moře se dostal jako dvanáctiletý plavčík a když mu bylo zhruba dvacet let, vypravil se pod velením svého staršího bratrance Johna Hawkinse do Afriky pro otroky. Po prodání otroků musely lodě zakotvit před španělskou pevností San Juan de Ulua (Veracruz, Nové Španělsko), aby byly opraveny škody způsobené bouřkami. Španělský král Filip II. zakázal poskytování přístavních služeb protestantským lodím. Na tomto místě došlo ke střetu se španělskou flotou pod velením Martína Enríqueze de Almanza. Většina anglických lodí byla potopena kromě těch, které byly pod velením Hawkinse a Drakea, jenž poprvé pocítil celoživotní nenávist ke katolickým Španělům.

### Korzárské úspěchy
Roku 1569 se oženil s Mary Newmanovou. V letech 1570 a 1571 se Drake plavil v karibské oblasti, kde se pro své nájezdy stal místním obyvatelům brzy trnem v oku. Všiml si též slabého místa panamské šíje, kde přepadl kolonu mul dopravujících zboží a zlato ze západních kolonií do přístavu Nombre de Dios, který roku 1573 dobyl. Do Anglie se vrátil jako boháč a hrdina. Královna Alžběta I. ho učinila hlavou expedice, jež se měla plavit kolem světa a znepříjemnit život španělským koloniím. Po pečlivé přípravě roku 1577 vyplul s pěti loďmi směrem k Tichému oceánu. Když se roku 1578 dostal přes Magalhãesův průliv do vod Pacifiku, zbývala mu pouze jediná loď. Jakožto první Angličan v Tichomoří pokračoval severně podél západního pobřeží Jižní Ameriky. Cestou přepadával španělské lodě a neopevněné kolonie. Jako první Evropan se dostal až k Vancouveru (Kanada). Dále pokračoval jihozápadně k ostrovům Celebes a Jávě, aby později obeplul Mys Dobré naděje a mohl se vrátit domů. Roku 1580 zakotvil v Plymouthu s lodí plnou španělského bohatství. Dostalo se mu zprvu zdrženlivého přijetí, ale jelikož válka byla tak jako tak na spadnutí, královna Alžběta I. kořist přes protesty španělského velvyslance přijala a roku 1581 pasovala Drakea na rytíře. Později se stal dokonce členem parlamentu.

### Dobytí Santo Dominga
V září 1585 vyplul Francis Drake na trestnou výpravu do Španělska, kde chtěl osvobodit zajaté anglické obilné lodě. Zároveň se od něj očekávalo, že dle své libovůle vyplení některá španělská pobřežní města. Na tuto výpravu poskytla královna Alžběta I. nemalé finanční prostředky a další peníze, lodě a zbraně nabídli i dvořané jako Leicester, Hatton nebo Walter Raleigh. Drake zamířil do Španělska, ale dozvěděl se, že většina zajatých anglických lodí už byla propuštěna, což ho přimělo ke změně plánu. Zamířil do Karibského moře a 31. prosince 1585 se jeho flota objevila před Santo Domingem, které bylo jedním z nejbohatších měst v Karibiku a skutečným symbolem španělské nadvlády v této oblasti. Drake nezaútočil na město z moře, jak Španělé předpokládali, ale z nechráněné pevniny a 1. ledna 1586 Santo Domingo téměř bez boje získal. Angličtí dobyvatelé nebyli velkomyslní a město krutě vydrancovali. Vypálili většinu domů a kostelů a také pevnost. Vyděšení měšťané nakonec nabídli bohaté výkupné, které Drake přijal a vydal se na další cestu. Útok na Santo Domingo se stal bodem obratu v anglicko-španělských vztazích, jelikož se stal zároveň jasným útokem na Španělsko, krále Filipa II., katolictví a také na dosud nezpochybňovanou kontrolu Španělska nad oběma Amerikami. Po Santo Domingu vypálili Angličané ještě Saint Augustine a poté flota zamířila k Outer Banks, kde na ostrově Roanoke ležela první anglická kolonie v Americe, kterou tu v roce 1585 nechal zřídit sir Walter Raleigh. Dne 10. června 1586 osadníci spatřili mohutnou Drakeovu lodní eskadru a s nadšením ji přivítali. Následující den se Drake setkal s guvernérem osady Ralphem Lanem, který Drakea informoval o tom, že osada je v úzkých a požádal ho, zda by osadníky neodvezl zpět do Anglie. Drake souhlasil. Po nalodění osadníků se lodě vydaly do Anglie a 27. července 1586 dorazily do Portsmouthu, kde byl Drake bouřlivě přivítán a oslavován jako hrdina.

### Bitva u Gravelines
V červnu 1588 vyplulo okolo 131 španělských lodí k Anglii. Španělé chtěli doplout do Dunkerque ve Francii, kde se mělo nalodit dalších několik tisíc španělských vojáků pod velením vévody parmského Alessandra Farnese. Drake byl jedním ze tří velitelů anglické floty vedle Johna Hawkinse a Martina Frobishera. Po prvním dni šarvátek byla potopena pouze jediná loď. Předtím než Španělé dorazili do Dunkerque, zorganizoval Drake útok výbušných lodí. S touto taktikou lodí naplněných výbušným prachem měli Španělé špatné zkušenosti z Antverp. Španělé začali panikařit a opouštět formaci, čímž se stali snadnou kořistí pro anglické lodě. Později už byla většina lodí bez střelného prachu a vévoda Medina Sidonia zavedl španělskou flotu na sever, aniž by ho pronásledovali Angličané, kteří byli přesvědčeni, že poškozené španělské lodě nedoplují daleko. Když Španělé obepluli skotské pobřeží, zamířili na jih, aby se dostali do bezpečí. Silná bouře je však navedla na irské útesy, kde se většina lodí potopila.

### Poslední výprava
Drakeova poslední expedice mířila ke španělským pevnostem v Karibiku. Už na začátku se setkal s obtížemi v důsledku společného velení s Johnem Hawkinsem. Samotná výprava nepřinášela ovoce, Španělé na ni totiž byli připraveni. Později se Drake nakazil úplavicí a 28. ledna 1596 zemřel poblíž Portobela v současné Panamě.